# Atletiek op de Olympische Zomerspelen 1956 – marathon mannen
De marathon voor mannen op de Olympische Zomerspelen 1956 vond plaats om zaterdag 1 december 1956. De wedstrijd startte in het Melbourne Cricket Ground. De wedstrijd had een afstand van 42,195 km (marathon). In totaal namen 46 atleten uit 23 landen deel.
De wedstrijd werd gewonnen door de Fransman Alain Mimoun. Met zijn 2:25.00 verbeterde hij het olympische record. Hij bleef de Joegoslaaf Franjo Mihalić ruim anderhalve minuut voor. De Tsjecho-Slowaak Emil Zátopek die vier jaar gelegen de wedstrijd won werd bij deze gelegenheid zesde in 2:29.34.

## Records
| Wereldrecord     | 2:17.39,4 | Jim Peters   | GBR | Chiswick | 26 juli 1954 |
| Olympisch record | 2:29.19,2 | Emil Zátopek | TCH | Helsinki | 27 juli 1952 |

## Uitslag
| rang | naam                    | land | tijd    |
| ---- | ----------------------- | ---- | ------- |
| 1    | Alain Mimoun            | FRA  | 2:25.00 |
| 2    | Franjo Mihalić          | YUG  | 2:26.32 |
| 3    | Veikko Karvonen         | FIN  | 2:27.47 |
| 4    | Lee Chang-Hun           | KOR  | 2:28.45 |
| 5    | Yoshiaki Kawashima      | JPN  | 2:29.19 |
| 6    | Emil Zátopek            | TCH  | 2:29.34 |
| 7    | Ivan Filin              | URS  | 2:30.37 |
| 8    | Evert Nyberg            | SWE  | 2:31.12 |
| 9    | Thomas Nilsson          | SWE  | 2:33.33 |
| 10   | Eino Oksanen            | FIN  | 2:36.10 |
| 11   | Arnold Vaide            | SWE  | 2:36.21 |
| 12   | Choi Chung-Sik          | KOR  | 2:36.53 |
| 13   | Paavo Kotila            | FIN  | 2:38.59 |
| 14   | Mercer Davies           | RSA  | 2:39.48 |
| 15   | Harry Hicks             | GBR  | 2:39.55 |
| 16   | Hideo Hamamura          | JPN  | 2:40.53 |
| 17   | Albert Richards         | NZL  | 2:41.34 |
| 18   | John Russell            | AUS  | 2:41.44 |
| 19   | Lothar Beckert          | EUA  | 2:42.10 |
| 20   | Nick Costes             | USA  | 2:42.20 |
| 21   | Johnny Kelley           | USA  | 2:43.40 |
| 22   | Muhammad Havildar Aslam | PAK  | 2:44.33 |
| 23   | Dolfi Gruber            | AUT  | 2:46.20 |
| 24   | Aureel Vandendriessche  | BEL  | 2:47.18 |
| 25   | Keith Ollerenshaw       | AUS  | 2:48.12 |
| 26   | Myitung Naw             | BIR  | 2:49.32 |
| 27   | Pavel Kantorek          | TCH  | 2:52.05 |
| 28   | Kurt Hartung            | EUA  | 2:52.14 |
| 29   | Bashay Feleke           | ETH  | 2:53.37 |
| 30   | Abdul Rashid            | PAK  | 2:57.47 |
| 31   | Kanuti Sum              | KEN  | 2:58.42 |
| 32   | Gebre Birkay            | ETH  | 2:58.49 |
| 33   | Kurao Hiroshima         | JPN  | 3:04.17 |
| —    | Ali Baghbanbashi        | IRI  | DNF     |
| —    | Jan Barnard             | RSA  | DNF     |
| —    | Ron Clark               | GBR  | DNF     |
| —    | Eduardo Fontecilla      | CHI  | DNF     |
| —    | Boris Grishayev         | URS  | DNF     |
| —    | Albert Ivanov           | URS  | DNF     |
| —    | Giuseppe Lavelli        | ITA  | DNF     |
| —    | Im Hwa-Dong             | KOR  | DNF     |
| —    | Fred Norris             | GBR  | DNF     |
| —    | Les Perry               | AUS  | DNF     |
| —    | Klaus Porbadnik         | EUA  | DNF     |
| —    | Juan Silva              | CHI  | DNF     |
| —    | Dean Thackwray          | USA  | DNF     |

Mannen:
1896 ·
1900 ·
1904 ·
1908 ·
1912 ·
1920 ·
1924 ·
1928 ·
1932 ·
1936 ·
1948 ·
1952 ·
1956 ·
1960 ·
1964 ·
1968 ·
1972 ·
1976 ·
1980 ·
1984 ·
1988 ·
1992 ·
1996 ·
2000 ·
2004 ·
2008 ·
2012 ·
2016

Vrouwen:
1984 ·
1988 ·
1992 ·
1996 ·
2000 ·
2004 ·
2008 ·
2012 ·
2016